# Ectenie
Ectenia (gr. Εκτενής ; sl. Ектения - Ektenija) este o secvență de scurte rugăciuni de cerere rostite de diacon sau de preot în numele tuturor celor prezenți. După fiecare rugăciune, poporul prezent sau strana răspunde: „Doamne, miluiește”, „Dă, Doamne” sau „Ție, Doamne”. Se mai poate întâlni (rar) cu denumirea de litanie.
Fiecare ectenie se încheie cu o doxologie de proslăvire a Sfintei Treimi, rostită de preot. 

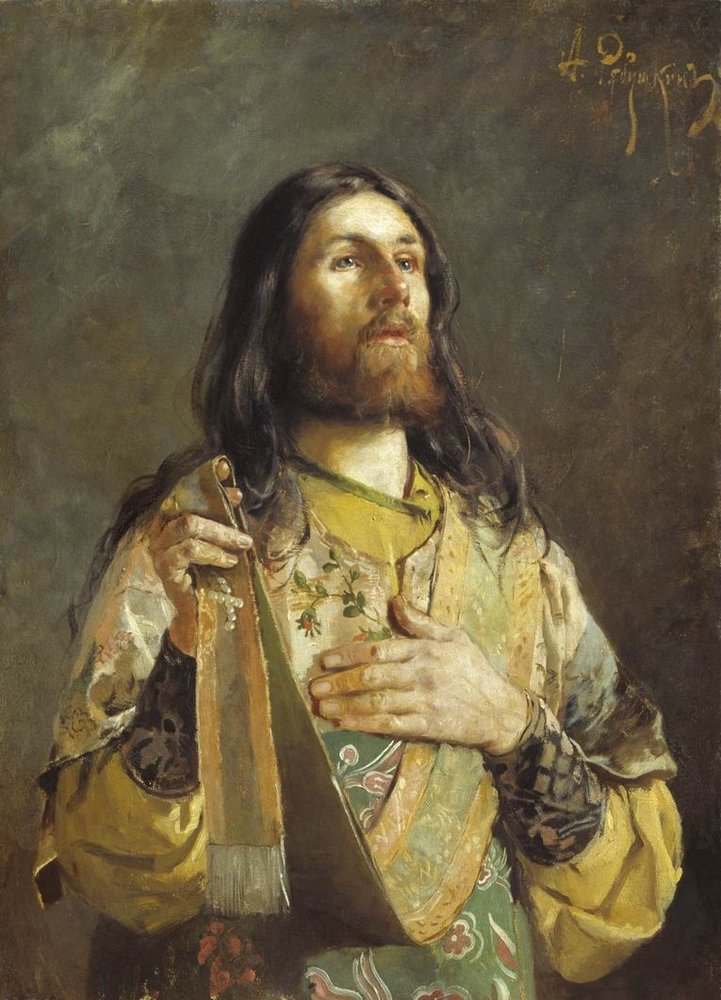
Diacon ortodox rus zicând o ectenie.

## Ectenia Mare
Ectenia Mare sau Ectenia păcii începe cu cuvintele: „Cu (sau În) pace, Domnului să ne rugăm”. De obicei, se găsește la începutul slujbei și cuprinde diferite rugăciuni de cerere pentru prosperitatea și mântuirea poporului lui Dumnezeu. 

## Ectenia mică
Ectenia mică este o formă prescurtată a Ecteniei mari. Începe cu cuvintele: „Iară și iară, cu pace Domnului să ne rugăm”. Cuprinde doar trei rugăciuni. 

## Ectenia cererii
Ectenia cererii sau „a implorării” se deosebește de celelalte prin faptul că începe cu cuvintele: „Să plinim rugăciunea noastră Domnului!”, iar fiecare rugăciune se termină cu: „(de) la Domnul să cerem”, la care strana sau credincioșii răspund „Dă, Doamne!”. În aceste rugăciuni, credincioșii imploră pe Domnul să le dăruiască bunuri duhovnicești. Rugăciunea inițială poate fi modificată pentru a indica momentul zilei (de ex: „Să plinim rugăciunea noastră cea de seară Domnului”), astfel că Ectenia stăruitoare mai poate primi și numele de Ectenia dimineții sau Ectenia de seară în funcție de slujba bisericească în care este inclusă. La Sfânta Liturghie, care, nefiind inclusă nici în rânduiala celor șapte Laude (Ceasuri), se consideră a se găsi „în afara timpului”, în veșnicie, la Ectenia cererii nu se amintește momentul din zi în care este rostită.

## Ectenia cererii stăruitoare
Ectenia stăruitoare sau „a cererii stăruitoare” se caracterizează prin întreirea cântării stranei (și/sau a credincioșilor): „Doamne, miluiește!” - și de aici denumirea de „stăruitoare”. În această ectenie, credincioșii cer în rugăciune lucruri care țin de nevoile particulare are fiecăruia, precum și ale întregii Biserici, ale vecinilor, ale țării lor și ale întregii lumi.

## Ectenia mărită
Ectenia mărită se numește astfel întrucât cuprinde rugăciunile din Ectenia stăruitoare, subliniate prin cele două rugăciuni de la început: „Să zicem toți, din tot sufletul și din tot cugetul nostru, să zicem” și „O, Doamne, Atotstăpânitorule, Dumnezeul părinților noștri, auzi-ne pe noi și ne miluiește!”. Răspunsul la aceste rugăciuni, la care se adaugă cele două amintite, se face printr-un singur: „Doamne, miluiește!” în loc de trei, spre deosebire de Ectenia stăruitoare. Această ectenie poate fi „mărită” și cu rugăciuni speciale în vremuri de nevoie, ca de exemplu cu rugăciuni pentru pace în timp de război, pentru sănătatea unui enoriaș grav bolnav sau pentru binecuvântarea unei noi căsătorii etc.

## Ectenia celor adormiți
Ectenia celor adormiți sau „a celor plecați” dintre noi cuprinde rugăciuni către Dumnezeu pentru a primi în Împărăția Sa sufletele celor adormiți și pentru iertarea păcatelor acestora. Aceasta poate fi inclusă în Ectenia mărită, mai ales când au loc înmormântări sau în Sâmbăta morților (și în oricare sâmbătă în care se face pomenirea morților) sau pentru cei de curând adormiți; dar aceasta nu va fi rostită într-o zi a Învierii Domnului (în perioada pascală și duminica).

## Ectenia catehumenilor
Ectenia catehumenilor cuprinde rugăciuni ale credincioșilor ortodocși pentru catehumenii Bisericii. În aceste rugăciuni, credincioșii se roagă lui Dumnezeu să îi călăuzească pe catehumeni în călătoria lor către „lumina credinței” ortodoxe. Ectenia catehumenilor se găsește în Sfânta Liturghie și este urmată imediat de prima ectenie a credincioșilor. 

## Ectenia credincioșilor
Cea dintâi Ectenie a credincioșilor este cea după care, în Biserica veche, catehumenii și toți cei care nu se puteau împărtăși trebuiau să se retragă în partea din spate a bisericii sau să iasă cu totul din biserică, întrucât începea Liturghia credincioșilor. A doua Ectenie a credincioșilor se rostește de regulă sub forma Ecteniei mici atunci când slujba se face fără diacon, dar de obicei cuprinde mai multe cereri din cele cuprinse în Ectenia mare. Ecteniile credincioșilor se deosebesc de celelalte prin faptul că acestea cuprind, chiar înainte de doxologiile respective, exclamația: „Înțelepciune!”